# Justin Blackmon
Pour les articles homonymes, voir Blackmon.
College Football Hall of Fame 2024
(en) Statistiques sur pro-football-reference
Justin Blackmon (né le 5 décembre 1990 à Oceanside) est un sportif professionnel américain de football américain ayant joué au poste de wide receiver dans la National Football League (NFL) pour la franchise des Jaguars de Jacksonville pendant deux saisons (2012-2013).
À Jacksonville, il est suspendu par le NFL pour les quatre premiers matchs de la saison 2013 pour avoir violé la politique de la ligue en matière de toxicomanie. Il est indéfiniment suspendu pour une nouvelle violation de cette politique plus tard lors de cette même saison et n'a plus joué depuis lors.
Il est intronisé au College Football Hall of Fame en 2024.

## Biographie

### Jeunesse
Blackmon étudie à la Plainview High School à Ardmore dans l'Oklahoma
 où lors de sa dernière année, il réussit soixante-et-une réceptions pour un gain total de 1 547 yards et quatorze touchdowns. Rivals.com le considère comme une potentielle recrue trois étoiles (sur cinq) et le classe 91e meilleur wide receiver lycéen de 2008.

### Carrière universitaire
Il intègre l'université d'État de l'Oklahoma en 2008. C'est à partir de 2010 qu'il commence à performer et il se voit décerner le titre de meilleur joueur offensif 2010 de la conférence Big 12, devenant le premier joueur de l'histoire des Cowboys à recevoir cette distinction. Lors de cette même année, il se voit décerner le Biletnikoff Award (en)
 et le Paul Warfield Trophy (en).
En 2011, il réussit 113 réceptions pour un gain total de 1 336 yards et quinze touchdowns, dominant le classement de la conférence Big 12 dans ces statistiques. Il est sélectionné pour la deuxième saison consécutive dans l'équipe All-America. Il remporte à nouveau le Biletnikoff Award et devient, avec Michael Crabtree, un des deux joueurs à avoir remporté par deux fois ce trophée. Il est désigné MVP du Fiesta Bowl 2012 au cours duquel il réussit huit réceptions pour un gain cumulé de 186 yards et trois touchdowns. 
Il déclare à la fin du match qu'il a décidé de se présenter à la prochaine draft de la NFL
.

### Carrière professionnelle
Justin Blackmon est sélectionné en 5e choix global lors du premier tour de la draft 2012 de la NFL par la franchise des Jaguars de Jacksonville.
Il inscrit son premier touchdown professionnel le 4 novembre 2012 contre les Lions. Contre les Texans le 18 novembre, Blackmon réalise sept réceptions pour un gain de 236 yards soit le 3e meilleur total atteint pour un joueur NFL rookie. C'est également le plus grand nombre atteint depuis Jerry Rice ainsi que le deuxième plus grand nombre de yards atteint dans un match de l'histoire de la franchise, derrière les 291 yards de Jimmy Smith lors du match contre les Ravens en septembre 2000
,. Il termine la saison 2012 avec 64 réceptions et 865 yards, soit les meilleurs statistiques des joueurs rookies de la saison,. Il est également le meilleur receveur rookie lors des 1er downs et son touchdown de 81 yards contre Houston est le plus long de ceux inscrits en réception par les rookies de la saison. Il est ainsi sélectionné dans l'équipe type des meilleurs rookies NFL 2012
Le 3 juin 2012, Blackmon est arrêté pour conduite sous l'influence de l'alcool à Stillwater dans l'Oklahoma et est libéré plus tard dans la journée. Le 20 avril 2013, Blackmon est suspendu pour quatre matchs par la NFL pour avoir violé la politique de la ligue en matière de toxicomanie. En juillet, il subit une opération à l'aine. Les Jaguars le placent sur la liste des joueurs physiquement incapables de jouer (PUP) et il manque le camp d'entraînement et le début de la pré-saison. Blackmon revient sur la liste active et s'entraîne le 12 août, mais il manque les quatre premiers matchs de la saison régulière à la suite de sa suspension. Lors de son premier match, il réussit 5 réceptions pour un gain de 136 yards et un touchdown. Lors du match suivant, contre les Broncos, il réalise 14 réceptions pour 190 yards. Le 1er novembre, pendant la semaine de congé des Jaguars, il est suspendu indéfiniment sans salaire pour avoir à nouveau violé la politique et le programme de la NFL à la suite d'abus de substances.  Il aurait été éligible pour demander sa réintégration avant la saison 2014.
Le 2 mai 2014, le directeur général des Jaguars, David Caldwell, annonce qu'il est peu probable que Blackmon rejoigne l'équipe pour la saison 2014. Blackmon est ensuite arrêté à la suite d'un contrôle routier le 23 juillet 2014 à Edmond dans l'Oklahoma, pour possession de marijuana. Le 1er octobre 2014, l'entraîneur principal des Jaguars, Gus Bradley (en), déclare que Blackmon s'était volontairement inscrit à un programme de 90 jours, ajoutant qu'il avait terminé près de la moitié de son engagement, qu'il se débrouillait très bien et qu'il apprenait beaucoup. Le 10 mai 2015, la NFL refuse à Blackmon sa réintégration ce qui met fin à sa saison 2015. En août 2015, le directeur général des Jaguars, David Caldwell, déclare que les Jaguars ne s'attendaient pas à ce que Blackmon joue à nouveau pour eux, ajoutant que l'équipe n'avait pas eu de ses nouvelles depuis un certain temps,. Ce même mois, Blackmon est ajouté à la liste de négociation « confidentielle » des Argonauts de Toronto avant que la NFL ne la rejette en raison de sa suspension.
Le 19 décembre 2015, Blackmon est arrêté pour conduite en état d'ivresse dans sa ville natale d'Ardmore en Oklahoma
.  Il plaide coupable de conduite en état d'ivresse et est condamné en août 2016 à un an de prison, avec sursis en attendant la fin d'un an de probation. Il est également condamné à une amende de 1 000 $ et à 100 heures de travaux communautaires. S'il décidait de jouer à nouveau, il devrait passer par un processus de vérification de deux mois après avoir demandé sa réintégration. Malgré cela, Caldwell a déclaré au moment de l'arrestation de Blackmon que les Jaguars n'avaient aucune intention de le libérer. Blackmon aurait terminé les conditions de sa probation en août 2017.

## Palmarès
- All-American lycéen selon SuperPrep (en) ;
- Meilleur joueur offensif 2010 de la conférence Big 12 selon l' Associated Press ;
- Vainqueur du Paul Warfield Trophy (en) en 2010 ;
- Vainqueur du Biletnikoff Award (en) en 2010 et 2011 ;
- Sélectionné dans l'équipe All-America universitaire en 2010 et 2011 ;
- MVP du Fiesta Bowl 2012.